# پلیزنت هیل، شهرستان پولک، تگزاس
پلیزنت هیل (به انگلیسی: Pleasant Hill) یک منطقهٔ مسکونی در ایالات متحده آمریکا است که در تگزاس واقع شده‌است. پلیزنت هیل ۷٫۰ کیلومتر مربع مساحت و ۵۲۲ نفر جمعیت دارد.